# Kashima (Ibaraki)
Kashima (en japonès 鹿嶋市 Kashima-shi) és una ciutat portuària situada en la prefectura d'Ibaraki, al Japó, a la vora de l'oceà Pacífic. El llac Kitaura pertanyent al grup dels tres llacs del llac Kasumigaura, està situat a l'oest de la ciutat. Kashima, significa literalment, Illa (嶋) dels cérvols (鹿).
La ciutat de Kashima va ser elevada de categoria després de la fusió amb la veïna localitat d'Ono (大野村 Ono-emmuralla) l'1 de setembre de 1995. Kashima estava situada abans dins del Districte de Kashima (鹿郡 Kashima-gun), un districte que es va dissoldre.
L'1 de desembre de 2013, la ciutat tenia 66.697 habitants i una densitat poblacional de 629 persones per km². La superfície total és de 105,97 km².

## Cultura
Kashima és la seu de l'equip japonès Kashima Antlers, sent fins avui el més reeixit club de futbol de la lliga japonesa de futbol; l'estadi que utilitza aquest equip de futbol és l'Estadi de Kashima, que va ser una de les seus durant la Copa Mundial de Futbol de 2002.
La ciutat és també el lloc del Santuari Kashima (en japonès 鹿島神宮 Kashima Jingū), que es considera el lloc de naixement de molts estils influents d'esgrima (Kenjutsu) al Japó; està a més entre els santuaris sintoistes més antics de l'est del Japó, fundada el 660 a. de C. segons la llegenda i segons estudis històrics la seva data de fundació és a partir del segle IV d. de C.

## Zona industrial
El Govern japonès va crear la Zona Industrial de Kashima el 1963, i el seu desenvolupament es va completar en la seva majoria el 1973. La ciutat de Kashima té un gran parc industrial amb prop de 1.500 fàbriques, especialment plantes petroquímiques i d'acer. Un gran port internacional de càrrega, el port de Kashima, es troba en aquesta zona industrial i aquest port abasta també la zona portuària de la ciutat de Kamisu.

## Transport
La JR Kashima Line, connecta a la ciutat de Kashima, a través de Narita Line i de Sōbu Line, amb la prefectura de Chiba i amb la metròpoli de Tòquio.
A l'Aeroport Internacional de Narita a la propera ciutat de Narita i a la metròpoli de Tòquio, està unida també, entre d'altres, per l'autopista Higashi-Kantō Expressway.